# アブハジアの国旗
アブハジアの国旗（アブハジアのこっき）はアブハジア共和国の国旗である。

## 概要
アブハジアの国旗は縦2:横1の長方形で、横方向に緑と白の縞模様が描かれている。緑と白の模様は北カフカース山岳共和国から採られたデザインで、緑は生命、白は国の明るい未来を表す。
尚、北カフカース山岳共和国の旗における7本の縞はイスラム教（緑）とキリスト教（白）の地域を示しており、イスラム教の地域としてダゲスタン、チェチェン、イングーシ、カラチャイ・チェルケス共和国、キリスト教の地域としてアブハジア、オセチア、カバルダ・バルカル共和国を表す。
旗の左上には横は全長の0.38倍、縦は縞3本分の大きさの赤い長方形（カントン）があり、カントン内には白い右の掌と、掌の上側を沿うように7つの白い五芒星が描かれている。
赤い背景に白い手は8世紀から10世紀まで存在したアブハジアの国旗に由来する。赤は軍事的英雄主義を表し、開いた手は平和、開放、歓迎の象徴である。手の上の7つの星はアブハジアの歴史的な7つの土地であるサズ（ジゲチア）、ブズィプ、グマ、アブジュワ、サムルザカン、ダル・ツァバル、プスフ・エイブガを表し、北はウビフ人との国境ホスタ川、南はグルジア人との国境エングリ川、西は黒海、東はコーカサス山脈の範囲に居住していた。

アブハジアの大統領旗
アブハジア自治共和国（ジョージア）の政府旗
縦横比2:3の別タイプ